# Athlétisme aux Jeux panaméricains de 2011
Navigation
Les épreuves d'athlétisme des Jeux panaméricains de 2011 ont eu lieu du 23 au 30 octobre 2011 au Telmex Athletics Stadium (en) de Guadalajara, au Mexique.

## Faits marquants
À 35 ans, Kim Collins bat le record des Jeux panaméricains sur 100 m, vieux de 28 ans. Collins court sa demi-finale en 10 secondes mais il finira second de la finale.

## Résultats

### Hommes
| Épreuves | Or                                                                           | Argent                                                                                                | Bronze                                                                                |
| --- | ---------------------------------------------------------------------------- | --- | ------------------------------------------------------------------------------------- |
| 100 m Vent : +0,2 m/s | Lerone Clarke 10 s 01                                                        | Kim Collins 10 s 04                                                                                   | Emmanuel Callender 10 s 16                                                            |
| 200 m Vent : -1,0 m/s | Roberto Skyers 20 s 37                                                       | Lansford Spence 20 s 38                                                                               | Bruno de Barros 20 s 45                                                               |
| 400 m | Nery Brenes 44 s 65 (PB)                                                     | Luguelin Santos 44 s 71 (PB)                                                                          | Ramon Miller 45 s 01 (SB)                                                             |
| 800 m | Andy González 1 min 45 s 58 (SB)                                             | Kléberson Davide 1 min 45 s 75                                                                        | Raidel Acea 1 min 46 s 23                                                             |
| 1 500 m | Leandro Oliveira 3 min 53 s 44                                               | Bayron Piedra 3 min 53 s 45                                                                           | Eduar Villanueva 3 min 54 s 06                                                        |
| 5 000 m | Juan Luis Barrios 14 min 13 s 77                                             | Bayron Piedra 14 min 15 s 74                                                                          | Joílson Silva 14 min 16 s 11                                                          |
| 10 000 m | Marílson Gomes dos Santos 29 min 00 s 64                                     | Juan Carlos Romero (en) 29 min 41 s 00                                                                | Giovani dos Santos 29 min 51 s 71                                                     |
| Marathon | Solonei da Silva 2 h 16 min 37 s                                             | Diego Colorado 2 h 17 min 13 s (PB)                                                                   | Juan Cardona 2 h 18 min 20 s                                                          |
| 20 km marche | Erick Barrondo 1 h 21 min 51 s                                               | James Rendón 1 h 22 min 46 s                                                                          | Luis Fernando López 1 h 22 min 51 s                                                   |
| 50 km marche | Horacio Nava 3 h 48 min 58 s                                                 | José Ojeda 3 h 49 min 16 s (PB)                                                                       | Jaime Quiyuch 3 h 50 min 33 s (PB)                                                    |
| 110 m haies Vent : +1,6 m/s | Dayron Robles 13 s 10 (CR)                                                   | Paulo Villar 13 s 27                                                                                  | Orlando Ortega 13 s 30                                                                |
| 400 m haies | Omar Cisneros 47 s 99 (CR, NR, PB)                                           | Isa Phillips 48 s 82                                                                                  | Félix Sánchez 48 s 85                                                                 |
| 3 000 m steeple | José Peña 8 min 48 s 19                                                      | Hudson de Souza 8 min 48 s 75                                                                         | José Alberto Sánchez 8 min 49 s 75                                                    |
| 4 × 100 m | Brésil Ailson Feitosa Sandro Viana Nilson Andrè Bruno de Barros 38 s 18 (CR) | Saint-Christophe-et-Niévès Jason Rogers Antoine Adams Delwayne Delaney Brijesh Lawrence 38 s 81       | États-Unis Calesio Newman Jeremy Dodson Rubin Williams Monzavous Edwards 39 s 17      |
| 4 × 400 m | Cuba Noel Ruíz Raidel Acea Omar Cisneros William Collazo 2 min 59 s 43 (SB)  | République dominicaine Arismendy Peguero Luguelin Santos Yoel Tapia Gustavo Cuesta 3 min 00 s 44 (SB) | Venezuela Arturo Ramírez Alberto Aguilar José Acevedo Omar Longart 3 min 00 s 82 (NR) |
| Saut en hauteur | Donald Thomas 2,32 m                                                         | Diego Ferrín 2,30 m (PB)                                                                              | Victor Moya 2,26 m                                                                    |
| Saut à la perche | Lázaro Borges 5,80 m (CR)                                                    | Jeremy Scott 5,60 m                                                                                   | Giovanni Lanaro 5,50 m                                                                |
| Saut en longueur, | Daniel Pineda 7,97 m                                                         | David Registe 7,89 m                                                                                  | Jeremy Hicks 7,83 m                                                                   |
| Triple saut | Alexis Copello 17,21 m                                                       | Yoandris Betanzos 16,54 m                                                                             | Jefferson Sabino 16,51 m                                                              |
| Lancer du poids | Dylan Armstrong 21,30 m (CR)                                                 | Carlos Véliz 20,76 m                                                                                  | Germán Lauro 20,41 m (SB)                                                             |
| Lancer du disque | Jorge Fernández 65,58 m                                                      | Jarred Rome 61,71 m                                                                                   | Ronald Julião 61,70 m                                                                 |
| Lancer du marteau | Kibwe Johnson 79,63 m (CR)                                                   | Michael Mai 72,71 m                                                                                   | Noleysis Vicet 72,57 m                                                                |
| Lancer du javelot | Guillermo Martínez 87,20 m (CR)                                              | Cyrus Hostetler 82,24 m (SB)                                                                          | Braian Toledo 79,53 m (PB)                                                            |
| Décathlon | Leonel Suárez 8 373 pts (CR)                                                 | Maurice Smith 8 214 pts (PB)                                                                          | Yordanis García 8 074 pts                                                             |
| Records et Performances - AR : Record continental (area record) - CR : Record des championnats (championship record) - MR : Record du meeting (meet record) - NR : Record national (national record) - OR : Record olympique (olympic record) - PR : Record paralympique (paralympic record) - PB : Record personnel (personal best) - SB : Meilleure performance personnelle de la saison (season's best) - WL : Meilleure performance mondiale de l'année (world leader) - WJR : Record du monde junior (world junior record) - WR : Record du monde (world record) Circonstances et Conditions - DNF : N'a pas terminé (did not finish) - DNS : N'a pas pris le départ (did not start) - DQ : Disqualification (disqualification) - NM : Aucun essai valable enregistré (No Mark) - Q : Qualifié « directement » au prochain tour (ou à la prochaine compétition), lors d'une compétition majeure, grâce au classement ou à la réalisation des minima (automatic qualifier) - q : Qualifié au prochain tour (ou à la prochaine compétition), lors d'une compétition majeure, grâce au repêchage ou à la réalisation de l'une des meilleures performances parmi celles des « non qualifiés directement » (grâce au meilleur temps ou à la meilleure distance par exemple) (secondary qualifier) |                                                                              | |                                                                                       |

### Femmes
| Épreuves | Or                                                                                             | Argent                                                                          | Bronze                                                                                   |
| --- | ---------------------------------------------------------------------------------------------- | ------------------------------------------------------------------------------- | ---------------------------------------------------------------------------------------- |
| 100 m Vent : -0,2 m/s | Rosângela Santos 11 s 22 (PB)                                                                  | Barbara Pierre 11 s 25                                                          | Shakera Reece 11 s 26 (PB)                                                               |
| 200 m Vent : +0,5 m/s | Ana Cláudia Lemos da Silva 22 s 76                                                             | Simone Facey 22 s 86 (PB)                                                       | Mariely Sánchez 23 s 02 (PB)                                                             |
| 400 m | Yennifer Padilla 51 s 53 (PB)                                                                  | Daysiurami Bonne 51 s 69 (PB)                                                   | Geisa Coutinho 51 s 87                                                                   |
| 800 m | Adriana Muñoz 2 min 04 s 08                                                                    | Gabriela Medina 2 min 04 s 41 (SB)                                              | Rosibel García 2 min 04 s 45                                                             |
| 1 500 m | Adriana Muñoz 4 min 26 s 09                                                                    | Rosibel García 4 min 26 s 78                                                    | Malindi Elmore 4 min 27 s 57                                                             |
| 5 000 m | Marisol Romero 16 min 24 s 08                                                                  | Cruz da Silva 16 min 29 s 75                                                    | Santa Melchor 16 min 41 s 50                                                             |
| 10 000 m | Marisol Romero 34 min 07 s 24                                                                  | Cruz da Silva 34 min 22 s 44                                                    | Yolanda Caballero 34 min 39 s 14 (PB)                                                    |
| Marathon | Adriana da Silva 2 h 36 min 37 s (CR)                                                          | Madaí Pérez 2 h 38 min 03 s                                                     | Gladys Tejeda 2 h 42 min 09 s                                                            |
| 20 km marche | Jamy Franco 1 h 32 min 38 s (CR)                                                               | Mirna Ortiz 1 h 33 min 37 s                                                     | Ingrid Hernandez 1 h 34 min 06 s                                                         |
| 100 m haies Vent : -0,1 m/s | Yvette Lewis 12 s 82                                                                           | Angela Whyte 13 s 09                                                            | Lina Flores 13 s 09                                                                      |
| 400 m haies | María Oliveros 56 s 26 (PB)                                                                    | Lucy Jaramillo 56 s 95 (PB)                                                     | Yolanda Osana 57 s 08 (PB)                                                               |
| 3 000 m steeple | Sara Hall 10 min 03 s 16                                                                       | Angela Figueroa 10 min 10 s 14                                                  | Sabine Heitling 10 min 10 s 98                                                           |
| 4 × 100 m | Brésil Ana Cláudia Lemos da Silva Vanda Gomes Franciela Krasucki Rosângela Santos 42 s 85 (AR) | États-Unis Kenyanna Wilson Barbara Pierre Yvette Lewis Chastity Riggien 43 s 10 | Colombie Lina Flores Yenifer Padilla Yomara Hinestroza Norma González 43 s 44 (SB)       |
| 4 × 400 m | Cuba Aymee Martinez Diosmely Peña Susana Clement Daysiurami Bonne 3 min 28 s 09                | Brésil Joelma Sousa Geisa Coutinho Barbara Oliveira Jailma Lima 3 min 29 s 59   | Colombie Maria Oliveros Norma González Evelis Aguilar Yenifer Padilla 3 min 29 s 84 (NR) |
| Saut en hauteur | Lesyani Mayor 1,89 m (SB)                                                                      | Marielis Rojas 1,89 m (SB)                                                      | Romary Rifka 1,89 m                                                                      |
| Saut à la perche | Yarisley Silva 4,75 m (CR)                                                                     | Fabiana Murer 4,70 m                                                            | Rebecca Holliday 4,30 m                                                                  |
| Saut en longueur | Maurren Maggi 6,94 m (SB)                                                                      | Shameka Marshall 6,73 m                                                         | Caterine Ibargüen 6,63 m (PB)                                                            |
| Triple saut | Caterine Ibargüen 14,92 m (CR)                                                                 | Yargeris Savigne 14,36 m                                                        | Mabel Gay 14,28 m                                                                        |
| Lancer du poids | Misleydis González 18,57 m                                                                     | Cleopatra Borel 18,46 m                                                         | Michelle Carter 18,09 m                                                                  |
| Lancer du disque | Yarelys Barrios 66,40 m (CR)                                                                   | Aretha Thurmond 59,53 m                                                         | Denia Caballero 58,63 m                                                                  |
| Lancer du marteau | Yipsi Moreno 75,62 m (CR)                                                                      | Sultana Frizell 70,11 m                                                         | Amber Campbell 69,93 m                                                                   |
| Lancer du javelot | Alicia DeShasier 58,01 m (PB)                                                                  | Yainelis Ribiaux 56,21 m                                                        | Yanet Cruz 56,19 m                                                                       |
| Heptathlon | Lucimara da Silva 6 133 pts (PB)                                                               | Yasmiany Pedroso 5 844 pts                                                      | Francia Manzanillo 5 710 pts (PB)                                                        |
| Records et Performances - AR : Record continental (area record) - CR : Record des championnats (championship record) - MR : Record du meeting (meet record) - NR : Record national (national record) - OR : Record olympique (olympic record) - PR : Record paralympique (paralympic record) - PB : Record personnel (personal best) - SB : Meilleure performance personnelle de la saison (season's best) - WL : Meilleure performance mondiale de l'année (world leader) - WJR : Record du monde junior (world junior record) - WR : Record du monde (world record) Circonstances et Conditions - DNF : N'a pas terminé (did not finish) - DNS : N'a pas pris le départ (did not start) - DQ : Disqualification (disqualification) - NM : Aucun essai valable enregistré (No Mark) - Q : Qualifié « directement » au prochain tour (ou à la prochaine compétition), lors d'une compétition majeure, grâce au classement ou à la réalisation des minima (automatic qualifier) - q : Qualifié au prochain tour (ou à la prochaine compétition), lors d'une compétition majeure, grâce au repêchage ou à la réalisation de l'une des meilleures performances parmi celles des « non qualifiés directement » (grâce au meilleur temps ou à la meilleure distance par exemple) (secondary qualifier) |                                                                                                |                                                                                 |                                                                                          |

## Tableau des médailles
| Rang  | Nation                     | Or | Argent | Bronze | Total |
| ----- | -------------------------- | -- | ------ | ------ | ----- |
| 1     | Cuba                       | 18 | 6      | 9      | 33    |
| 2     | Brésil                     | 10 | 6      | 7      | 23    |
| 3     | États-Unis                 | 4  | 8      | 5      | 17    |
| 4     | Mexique                    | 4  | 4      | 2      | 10    |
| 5     | Colombie                   | 3  | 5      | 9      | 17    |
| 6     | Venezuela                  | 1  | 1      | 2      | 4     |
| 7     | Guatemala                  | 2  | 1      | 1      | 4     |
| 8     | Jamaïque                   | 1  | 4      | 0      | 5     |
| 9     | Canada                     | 1  | 2      | 1      | 4     |
| 10    | Bahamas                    | 1  | 0      | 1      | 2     |
| 11    | Chili                      | 1  | 0      | 0      | 1     |
| 11    | Costa Rica                 | 1  | 0      | 0      | 1     |
| 13    | Équateur                   | 0  | 4      | 0      | 4     |
| 14    | République dominicaine     | 0  | 2      | 4      | 6     |
| 15    | Saint-Christophe-et-Niévès | 0  | 2      | 0      | 2     |
| 16    | Trinité-et-Tobago          | 0  | 1      | 1      | 2     |
| 17    | Argentine                  | 0  | 0      | 2      | 2     |
| 17    | Pérou                      | 0  | 0      | 2      | 2     |
| 19    | Barbade                    | 0  | 0      | 1      | 1     |
| 19    | Dominique                  | 0  | 0      | 1      | 1     |
| Total | Total                      | 47 | 47     | 47     | 141   |